# Parc del Pla de Fornells
El parc del Pla de Fornells es troba al districte de Nou Barris de Barcelona. Va ser creat el 1991 amb un disseny de Pere Llimona Torras i Xavier Ruiz Vallés.

## Descripció
El parc es troba en un vessant de la serra de Collserola. A la part inferior hi ha una placeta pavimentada, que antigament tenia un estany de forma hexagonal amb una illeta amb plantes aquàtiques al centre, que va ser posteriorment cobert. A la seva part superior, el parc té unes esplanades de sauló que s'usen com a pistes esportives, així com un amfiteatre, mentre que bona part del parc està formada per una gran massa forestal de vegetació. En el seu terreny es troba el col·legi CEIP Antaviana i l'Ateneu Popular de Nou Barris, així com una escola de teatre i una altra de circ.

## Vegetació
Entre les espècies presents al parc es troben: l'alzina (Quercus ilex), el pi blanc (Pinus halepensis), el pi pinyer (Pinus pinea), el plàtan (Platanus x hispanica), el fals pebrer (Schinus molle), la tipuana (Tipuana tipu), l'eucaliptus (Eucalyptus globulus), el xiprer (Cupressus sempervirens), l'acàcia borda (Robinia pseudoacacia) i l'acàcia del Japó (Sofora japonica).